# Myrmecopora (Lamproxenusa) reticulata
Myrmecopora (Lamproxenusa) reticulata is een keversoort uit de familie van de kortschildkevers (Staphylinidae). De wetenschappelijke naam van de soort werd voor het eerst geldig gepubliceerd in 1997 door Assing.